# Tilburg in de Tweede Wereldoorlog
De Tweede Wereldoorlog vormde ook voor Tilburg een zeer ingrijpende periode, alhoewel grootschalige vernielingen door oorlogshandelingen en bombardementen uitbleven.

## Duitse inval
Al in de meidagen van 1940 werd Tilburg doelwit van Duitse bombardementen, waardoor 14 doden vielen. Daarna volgden nog incidentele bombardementen. Uit Tilburg sneuvelden 18 Nederlandse militairen bij de verdediging tegen de Duitse inval. De brug over het Wilhelminakanaal werd opgeblazen door het Nederlandse leger..

## Verzet
De hogeschool werd al snel gesloten en velen van de studenten gingen in het verzet of doken onder. De bekendste onder hen was Norbert Schmelzer, de KVP-politicus die later minister werd. Een tiental van de studenten werd gegrepen en geëxecuteerd of stierf in kampen. Onder hen onder meer Boy Ecury, die ook enige tijd in Tilburg in het verzet werkte.
Het verzet in Tilburg ontwikkelde zich zoals elders in Nederland. Een van de bekendste personen in het verzet was de schoonmaakster Coba Pulskens. Zij hielp Joodse onderduikers en ook geallieerde piloten. Tilburg was een belangrijke plaats voor de ontsnapping van die piloten, vanwege de ligging dicht bij de Belgische grens. Mevrouw Pulskens werd thuis betrapt met drie piloten, die ter plaatse werden doodgeschoten. Zij verdween naar het concentratiekamp Ravensbrück, waar zij omkwam in de gaskamer, naar verluidt omdat zij de plaats van een moeder met kind innam. Zij ontving postuum van de Amerikanen de hoge Medal of Freedom, maar uit Nederland geen enkele onderscheiding.

## Jodenvervolging
Van de Joodse gemeenschap van 400 mensen werden er in totaal 130 vermoord - een relatief klein aantal, gezien het gemiddelde van 75% voor heel Nederland. In dit Tilburgse cijfer zijn niet verwerkt de van buiten Tilburg afkomstige, maar in Tilburg ondergedoken Joodse personen. Een aantal van hen heeft de oorlog in Tilburg kunnen overleven, een aantal echter niet.

## Politie Compagnie
In april 1943 werd een Politie Compagnie (PC) in Eindhoven geformeerd met 132 voornamelijk jongere politiemensen, die hun opleiding hadden genoten in de pro-Duitse opleiding in Schalkhaar. Deze compagnie werd in juli 1943 in de Willem II kazerne te Tilburg gelegerd. In augustus 1943 dook de eerste onderwachtmeester van de PC onder, gevolgd door twee anderen. Een onderwachtmeester werd ontslagen omdat hij weigerde de Germaanse groet te brengen. Uiteindelijk werd hij overgebracht naar Duitsland. In november 1943 slaagden een aantal manschappen er in om tijdens het lossen van wapens een twintigtal revolvers met munitie te ontvreemden. Dit werd ontdekt en het viertal gearresteerd en via Amersfoort naar een concentratiekamp in Duitsland afgevoerd. Tot begin juni 1944 doken regelmatig leden van de PC onder. Op 15 augustus 1944 moest de voltallige eenheid op het terrein van de Willem II kazerne op Duits bevel aantreden. Majoor Fürck van de Duitse Ordnungspolizei deelde mede dat de Compagnie naar Amsterdam werd overgeplaatst, als strafmaatregel. Vervolgens werden 30 namen afgeroepen van leden, die apart moesten gaan staan, en vertrok de rest naar Amsterdam, naar de Tulpkazerne. De achtergebleven personen werden overgenomen door de Grüne Polizei en via kamp Amersfoort naar Duitsland gedeporteerd.

## Dwangarbeid
Bij de dwangarbeid in Duitsland (Arbeitseinsatz) kwamen 92 Tilburgers om.

## Eindstrijd en bevrijding
De gevechten die zouden leidden tot de bevrijding van Tilburg duurden van 14 tot 27 oktober 1944 en kostten 54 burgers het leven. De Prinses Irene Brigade was betrokken bij de strijd rond Tilburg. In de wijk Broekhoven hebben de Nederlandse militairen heftig gevochten tegen de Duitsers, het aantal gewonden was hoog. De Brigade maakte geen deel uit van de geallieerde troepen die op 27 oktober als bevrijders Tilburg binnentrokken, ze was op commando richting  België vertrokken. Op 1 februari 1945 stortte in de Minister Talmastraat een Duitse V1 neer, er vielen daarbij 22 doden. De dag erna viel opnieuw een V1, nu op het pension Huize Mariëngaarde. Het kostte wederom 22 mensen het leven.

## Gedenktekens

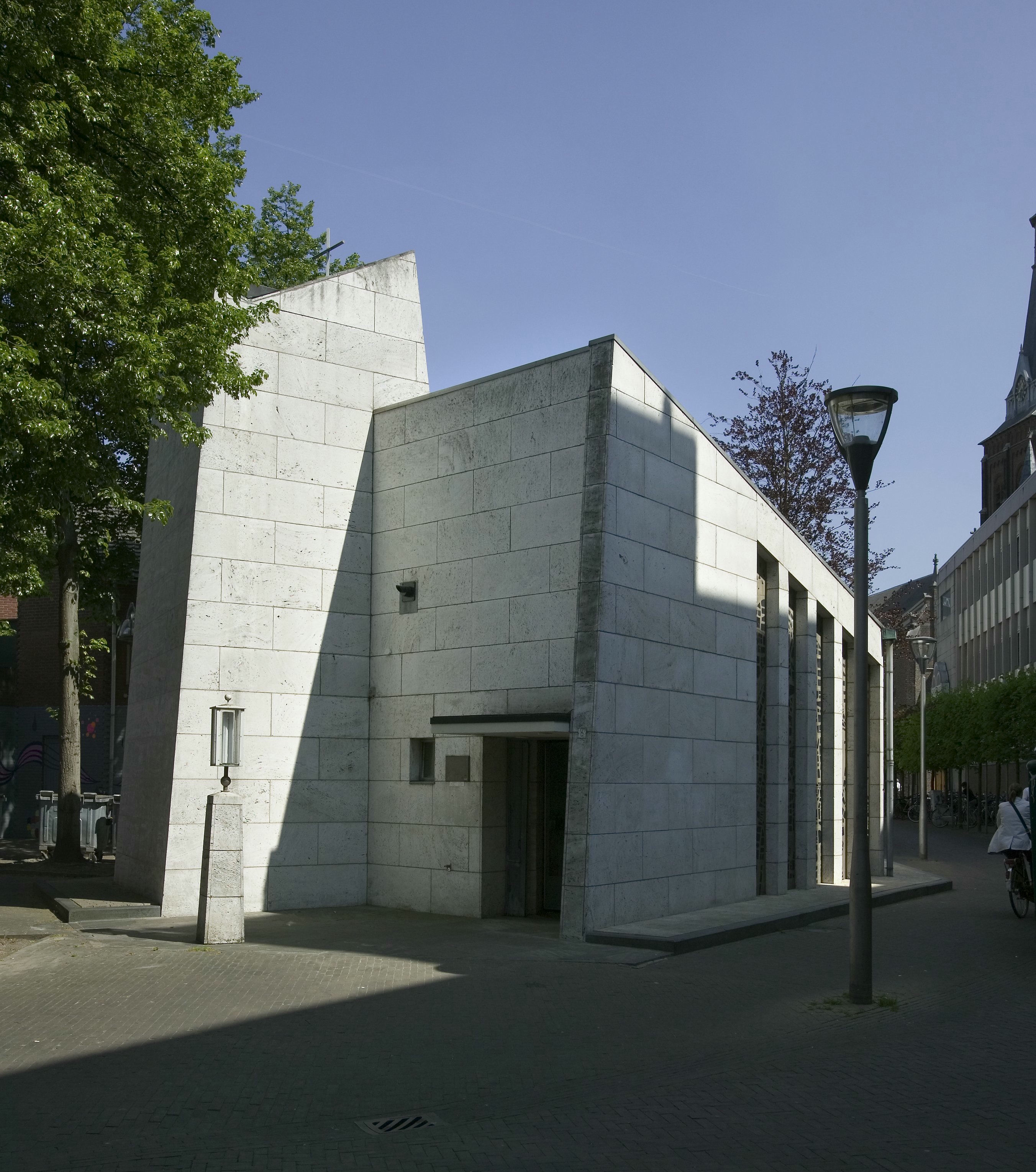
Onze-Lieve-Vrouwe-ter-Noodkapel

Tilburg telt enkele tientallen gedenktekens van oorlog, verzet en bevrijding. De twee bekendste zijn het Monument Koninklijke Nederlandse Brigade Prinses Irene (Stadhuisplein; 1955) en het Monument van de 15th Scottish Division (Stadhuisplein; 1989), beide herinnerend aan de bevrijders van Tilburg in 1944. Een van de bekendste Tilburgers die in het verzet actief waren, was pater Ludo Bleys. Het Britse ereveld in Tilburg herbergt de graven van 76 gesneuvelde militairen. Zie voor de overige gedenktekens de Lijst van oorlogsmonumenten in Tilburg.
In de stad zijn ook enkele kapellen opgericht ter herdenking van in Tilburg omgekomen personen. De grootste hiervan is de Onze-Lieve-Vrouwe-ter-Noodkapel aan de Kapelhof. Zie voor de overige kapellen de Lijst van religieuze gebouwen in Tilburg.